# Рэйнер, Анджела
Анджела Рэйнер (англ. Angela Rayner), урождённая Боуэн (англ. Bowen; род. 28 марта 1980, Стокпорт) — британский политик, член Лейбористской партии. Заместитель премьер-министра Великобритании с 5 июля 2024 года.

## Биография
Родилась в 1980 году в Стокпорте (Большой Манчестер). В 16 лет оставила школу из-за беременности, не завершив образования, но позднее училась в колледже на вечернем отделении и окончила курсы социальных работников, а также освоила британский язык жестов благодаря сети учебных центров Лейбористской партии «Уверенный старт». Начинала карьеру на местном уровне социальным работником, затем профсоюзным активистом, а впоследствии — профессиональным профсоюзным функционером. После отставки Дэвида Хиза была в 2015 году избрана на его место в Палату общин от округа Эштон-андер-Лайн.
В январе 2016 года назначена теневым младшим министром пенсий в теневом кабинете Джереми Корбина, в июне на короткое время заняла там должность теневого министра равноправия женщин.

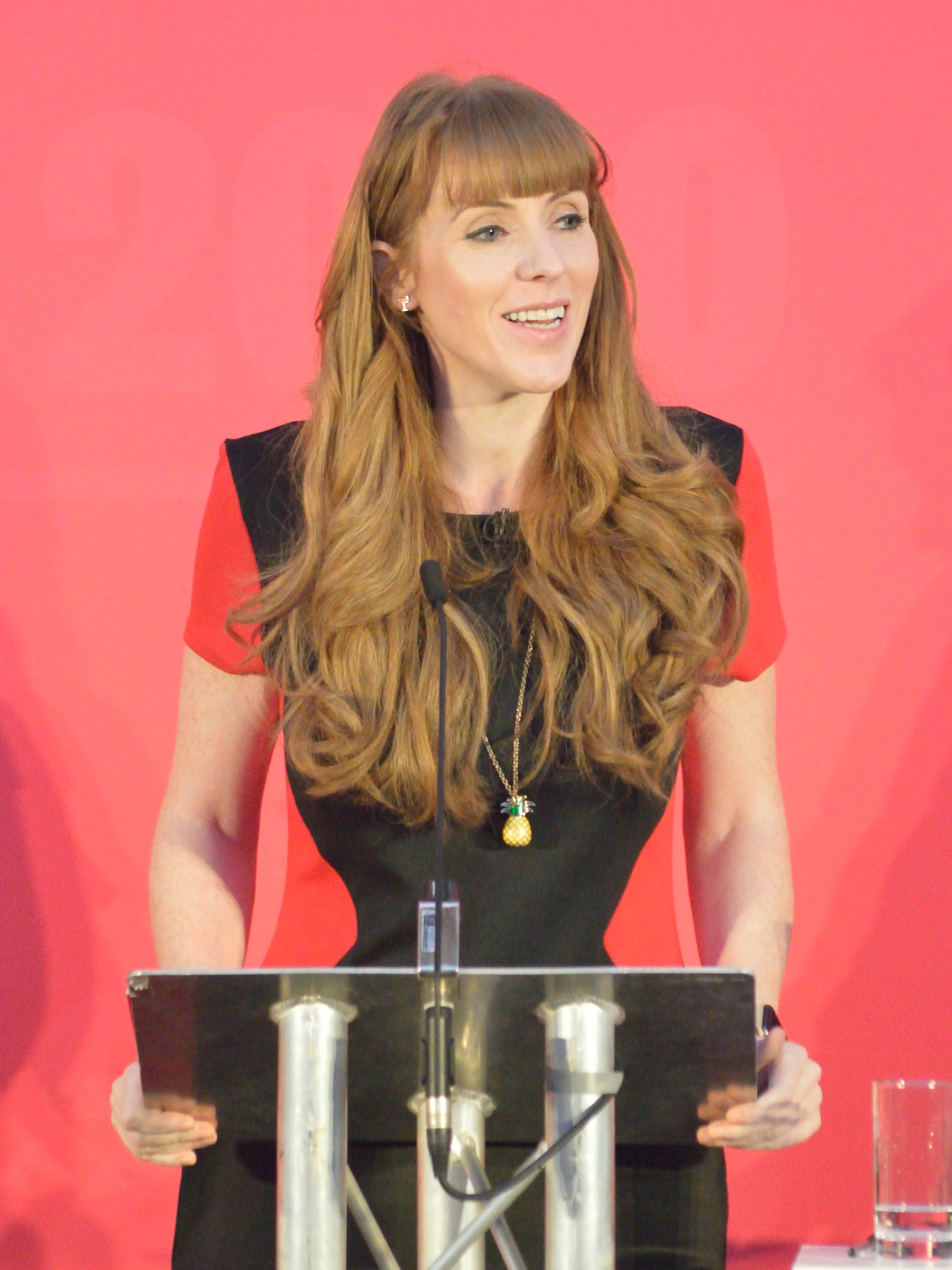
Рэйнер выступает в Бристоле перед выборами заместителя лидера Лейбористской партии в 2020 году

1 июля 2016 года назначена теневым министром образования после серии громких отставок недовольных руководством Корбина.
В 2019 году по итогам провальных для лейбористов парламентских выборов подтвердила свой депутатский мандат в прежнем округе, получив 48,1 % голосов, на 12,3 % меньше её же результата в 2017 году. Тем не менее, её основного соперника консерватора Дэна Костелло поддержали только 37 % избирателей.
5 апреля 2020 года при формировании теневого кабинета нового лидера лейбористов Кира Стармера заняла в нём позиции председателя партии и заместителя лидера партии.
6 мая 2021 года состоялись неудачные для лейбористов местные выборы и дополнительные выборы в Палату общин, по итогам которых 9 мая 2021 года Кир Стармер произвёл кадровые изменения в своём теневом кабинете, в частности переместив Рэйнер с должности председателя партии и координатора национальных кампаний в кресло теневого министра Кабинета, но при этом она осталась заместителем лидера партии, поскольку эта должность является выборной.
4 сентября 2023 года в ходе новой серии кадровых перемещений в теневом правительстве Стармера Анджела Рэйнер была назначена теневым министром выравнивания, жилищного хозяйства и общин, а также теневым заместителем премьер-министра.
5 июля 2024 года после победы лейбористов на парламентских выборах было сформировано правительство Стармера, в котором Рэйнер была назначена заместителем премьер-министра и министром выравнивания, жилищного хозяйства и сообществ.

## Политические взгляды
Райнер называет себя социалисткой. В интервью 2017 года газете The Guardian, обсуждая свои политические убеждения, Райнер подчеркнула свой прагматизм, описав себя как часть «мягкого левого» крыла Лейбористской партии. Она резко критиковала бывшего лидера лейбористов Джереми Корбина за то, что он «не пользовался уважением партии» и за отсутствие «дисциплины» в вопросах борьбы с обвинениями в антисемитизме.
Райнер описала себя как «довольно жесткую» в вопросах закона и порядка, поскольку в молодости страдала от антиобщественного поведения. В одном из интервью она сказала, что полиция должна «стрелять в террористов и задавать вопросы потом», и что она сказала местной полиции «выламывать двери преступников, разбираться с ними и провоцировать их».
Райнер делает акцент на своём рабочем классовом происхождении. Она попросила транскрибторов Hansard не исправлять её речи, предпочитая якобы «неправильную» грамматику, так как "это её часть".
В 2019 году Райнер заявила о своей поддержке кампании "Женщины против неравенства государственных пенсий" (Women Against State Pension Inequality) по компенсации женщинам, пострадавшим от изменений пенсионного возраста, введенных правительством.
Будучи членом "Лейбористских друзей Палестины и Ближнего Востока" (Labour Friends of Palestine and the Middle East), Райнер осудила убийства палестинцев во время столкновений на границе сектора Газа в 2018–2019 годах и неоднократно упоминала в социальных сетях о "нарушениях Израилем прав палестинцев".
Райнер заявила, что у неё «не было особенно сильного мнения по поводу Брекзита». Она агитировала и голосовала за то, чтобы остаться в Европейском союзе на референдуме по Брекзиту в 2016 году. После результата референдума она проголосовала за начало процедуры по статье 50, утверждая, что, хотя она «яростно поддерживает ЕС», она «также демократка». Она выступала против политики Лейбористской партии, принятой при Корбине, по проведению второго референдума, утверждая, что это «подорвёт демократию». Она также выступала против задержки процедуры по статье 50. Когда её спросили, как бы она проголосовала на втором референдуме в декабре 2019 года, Райнер сказала, что проголосовала бы за выход при условии, что соглашение о выходе «защитит экономику и рабочие места».
Райнер поддерживает права трансгендеров, заявляя, что они не противоречат правам женщин.

## Личная жизнь
В 2010 году Анджела Боуэн вышла замуж за Марка Рэйнера, в их семье трое детей. В 37 лет Рэйнер стала бабушкой.